# Округ Џеферсон (Мисури)
Округ Џеферсон (енгл. Jefferson County) је округ у америчкој савезној држави Мисури.

## Демографија
По попису из 2010. године број становника је 218.733, што је 20.634 (10,4%) становника више него 2000. године.
| Група             | 2000.           | 2010.           |
| Белци             | 191.753 (96,8%) | 208.742 (95,4%) |
| Афроамериканци    | 1.354 (0,7%)    | 1.798 (0,8%)    |
| Азијати           | 708 (0,4%)      | 1.417 (0,6%)    |
| Хиспаноамериканци | 2.002 (1,0%)    | 3.408 (1,6%)    |
| Укупно            | 198.099         | 218.733         |